# Philodromus cavatus
Philodromus cavatus là một loài nhện trong họ Philodromidae.
Loài này thuộc chi Philodromus. Philodromus cavatus được miêu tả năm 1969 bởi Charles Denton Dondale & Redner.